# サミュエル・ジョーンズ
サミュエル・ジョーンズ（Samuel Symington "Sam" Jones、1880年1月16日 - 1954年4月13日）は、アメリカ合衆国の陸上競技選手及び綱引きの選手である。彼は1904年に開催されたセントルイスオリンピックに出場して、走高跳で金メダルを獲得した。

## 経歴
サミュエル・ジョーンズは、IC4A（en:IC4A）主催の走高跳競技で1900年と1901年の2年連続で優勝し、アマチュア運動連合（AAU）主催の走高跳競技においても、1901年、1903年及び1904年に優勝している。このような戦績から、ジョーンズはセントルイスオリンピック走高跳の金メダル有力候補と目されていた。下馬評どおりに彼は金メダルを獲得したが、オリンピックでの記録は自己ベストには及ばなかった。走高跳でのジョーンズの跳躍様式は、「はさみ跳び」であったという。
セントルイスオリンピックでは、ジョーンズは走高跳のほかに、綱引き と三段跳にも出場した。綱引きでは4位に入賞したが、三段跳では記録不明の7位に終わっている。
ジョーンズはその長身に加え、スポーツ万能の人物であった。ニューヨーク大学に入学した彼は、大学のフットボール代表チームの一員として4年間活躍し、体操競技代表チームにも入って3年間活躍した。そして彼は、陸上競技チームのキャプテンも務めている。
大学卒業後、ジョーンズは最初土木技師となり、その後教師となった。彼は1954年にテネシー州のノックスヴィルで死去した。

## オリンピックでの成績
| 年   | 大会                     | 場所                     | 種目   | 結果 | 記録  |
| ---- | ------------------------ | ------------------------ | ------ | ---- | ----- |
| 1904 | セントルイスオリンピック | セントルイス（アメリカ） | 走高跳 | 1位  | 1.80m |
| 1904 | セントルイスオリンピック | セントルイス（アメリカ） | 綱引き | 4位  |       |
| 1904 | セントルイスオリンピック | セントルイス（アメリカ） | 三段跳 | 7位  |       |